# Václav Treitz
Václav Treitz, também referido como Wenzel Treitz (Hostomice, 9 de abril de 1819 — Praga, 27 de agosto de 1872), foi um patologista tcheco. Estudou medicina na Universidade Karl Ferdinand, em Praga, onde se especializou em anatomia patológica. Ele continuou essa especialização em Viena, sob a orientação de Rokitansky. 
Em Praga, quando professor de anatomia patológica, Treitz descobriu um pequeno músculo que liga a flexura duodenojejunal (ou ângulo de Treitz  ) ao eixo celíaco e que ficou conhecido como ligamento de Treitz ou músculo suspensor do duodeno.